# Kathy Hammondová
Kathryn „Kathy“ Hammondová (* 2. listopadu 1951 Sacramento, Kalifornie) je bývalá americká atletka, která startovala hlavně na 400 metrů. Byla zázračným dítětem a vyhrála národní mistrovství v hale na 440 yardů v roce 1967, když jí bylo pouhých 15 let.
Za Spojené státy americké startovala na letních olympijských hrách v roce 1972 v Mnichově, kde získala bronzovou medaili v běhu na 400 metrů. Ve štafetě na 4 × 400 metrů získala stříbrnou medaili společně s Mable Fergersonovou, Madeline Manningovou a Cheryl Toussaintovou.